# Robe à la française

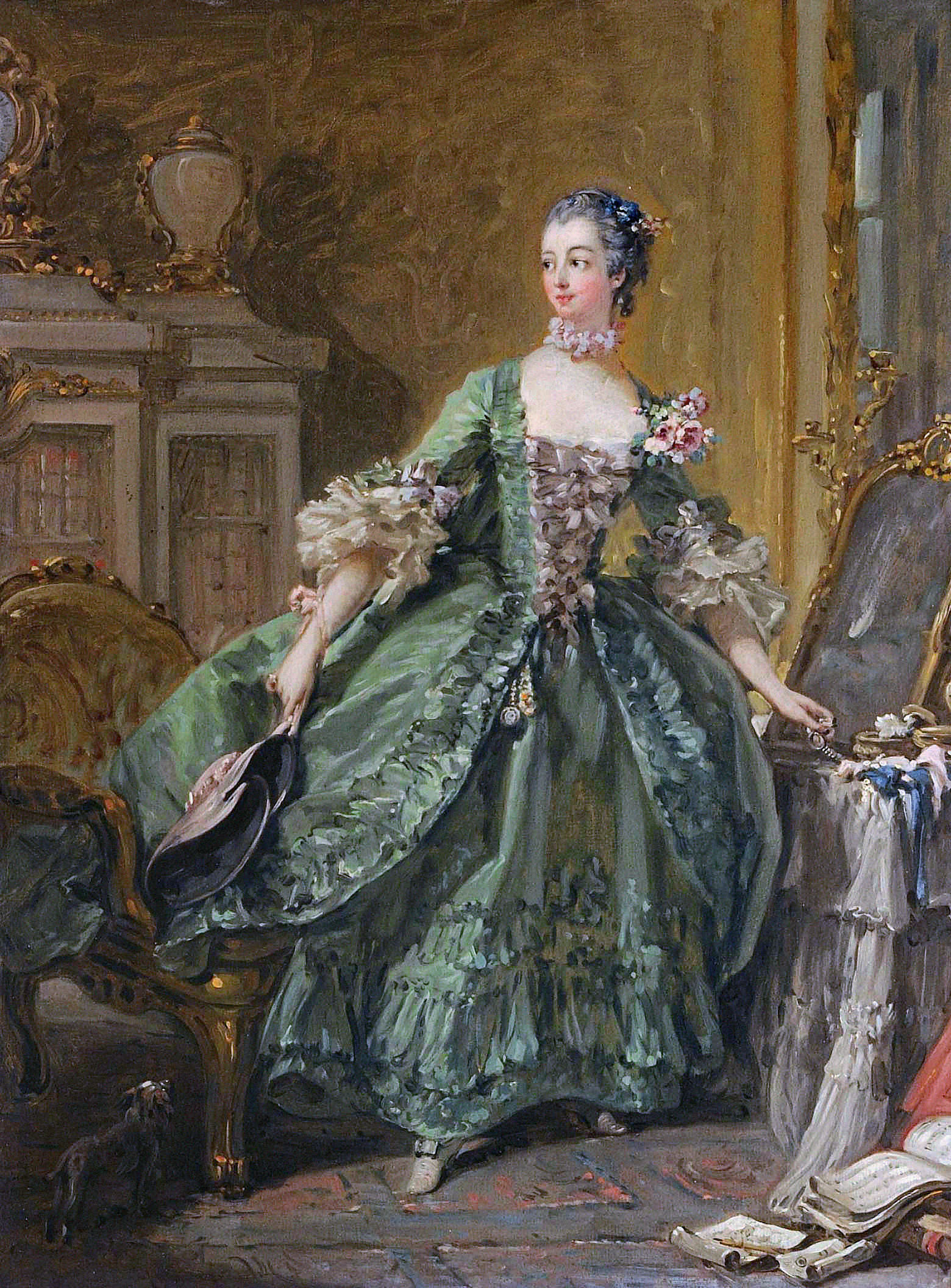
Madame de Pompadour, porträtt av François Boucher cirka 1750.

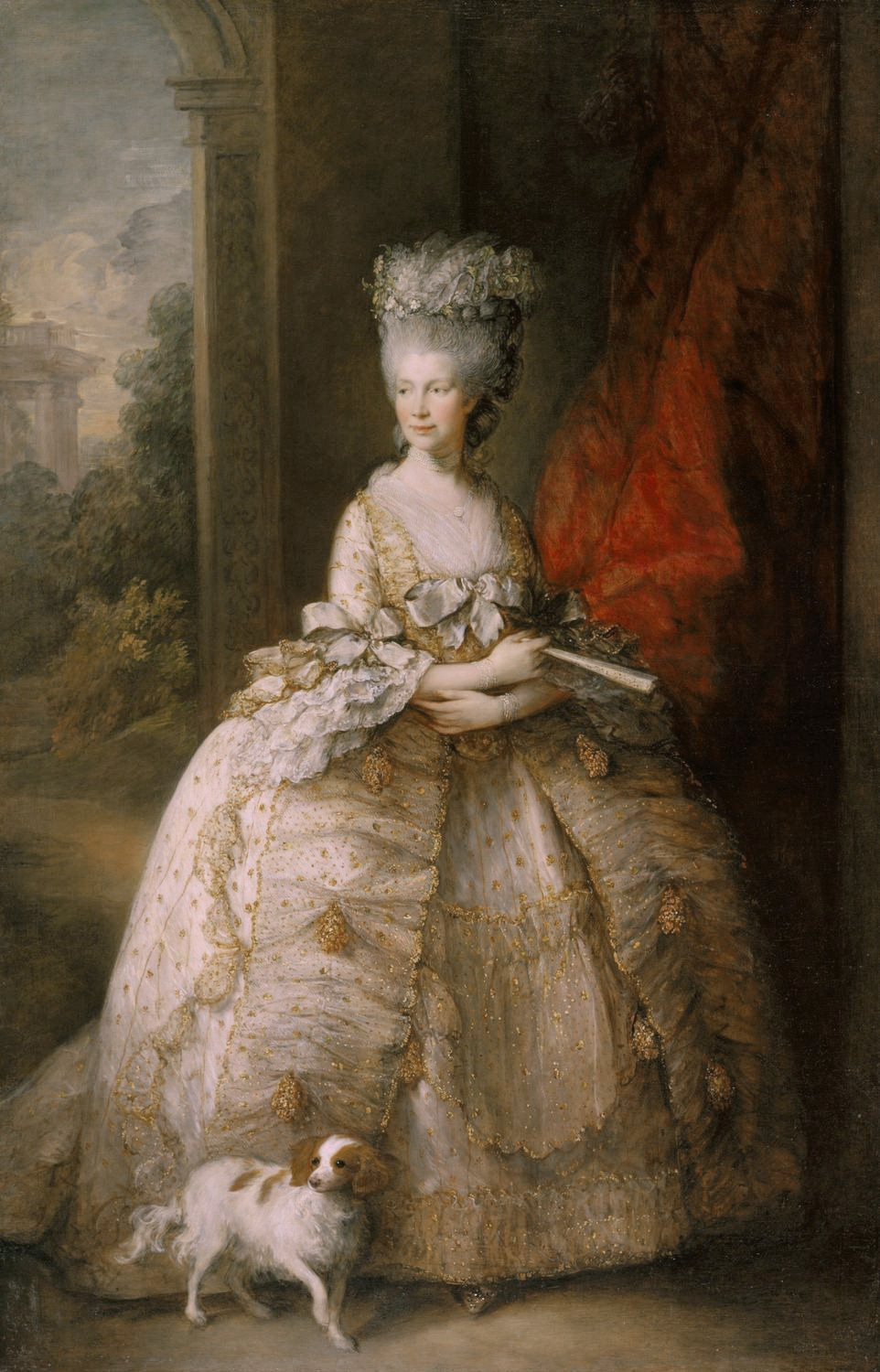
Drottning Charlotte, porträtt av Thomas Gainsborough 1781.

Robe à la française ("fransk klänning") var en klänningsmodell typisk för rokokon. Den var en av de vanligaste klädmodellerna för kvinnor under 1700-talet. Robe à la française var en grundmodell för kvinnomodet mellan 1715 och 1775 och är i modehistoriskt avseende en stark representant för rokokon. Den har även kallats saque, adrienne, contouche, robe volante, robe battante och watteauklänning.

## Beskrivning
Modellen för en robe à la française är en klänning, som är öppen över en underkjol på framsidan, och har en besparing på framsidan av livet. Ofta är klänningen hopfäst med rosetter och band över denna besparing. På baksidan finns ett släp, som räcker från axlarna och bakre halslinningen ned till golvet. Dessa veck har ofta kallats Watteau-veck, efter konstnären som ofta målade av dessa modeller. Ärmarna är som regel halvlånga (till armbågen), avslutade med manschetter bestående av volanger, så kallade engeagenter.

## Historik

### Fram till 1730
Ursprungligen var robe à la française ett informellt plagg som var löst sittande runt hela kroppen. Som sådan kallades den även saque, contouche, robe volante, robe battante och watteauklänning. 
Omkring 1715–1720 blev den så kallade säckklänningen modern. Den sägs ofta ha blivit uppfunnen av Madame de Montespan, som bar den under 1670-talet för att annonsera sina graviditeter, och det är känt att den bars som informell hemmaklädsel vid hovet under 1710-talet.
Denna var ett mer informellt alternativ till mantuan, och konkurrerade snart ut denna som vardagsklädsel.  Säckklänningen var sydd som en lös säck med armbågslånga ärmar. Den har även kallats saque, contouche, robe volante, robe battante och watteauklänning. Kännetecknande för den var att den hade veck som gick från linningen mellan axlarna över ryggen ned till golvet, kallad watteauveck. I början förekom att man nålade fast livet på klänningen ovanpå snörlivet för att göra den figurnära, men det blev snart populärt att lämnat den onålad och fritt hängande. 
På 1720-talet var modellen helt lös och rund runt hela kroppen samt bars som informell vardagsdräkt. 

### 1730–1740
Cirka 1730 fästes modellen ihop på framsidan över en isättning, och därefter även på sidorna av livet, så till slut endast släpet fortfarande hängde löst på baksidan från axellinningen, medan modellen blev tättsittande runt resten av överkroppen: denna version av modellen kallades robe volante. 

### 1740–1780
Cirka 1740 hade modellen blivit figurnära även på sidorna, och livet var nu endast löst på baksidan, där watteauvecken bildade ett släp från ryggens linning ned till fötterna: på framsidan öppnade sig klänningen över en snörlivet, täckt av en isättning, som ofta täcktes av rosetter, och från 1750 även öppen över en underkjol. Ärmarna räckte till armbågen och avslutades med en manschett över en spetsvolang (engageantes). Denna version av modellen kallades Robe à la française. 
Urringningen var alltid sydd djup, men kunde täckas med en bröstduk. Om halsen bars ett band, oftast ett ryschigt och dekorerat sådant. 
Denna modell blev extremt populär och bars till och med 1770-talet. Den kunde lätt varieras genom att man bytte ut dekoren: rosetterna på isättningen och ärmarna, och dekoren längs kjolen och överkjolens linningar, halsen och urringningen, och det var genom assecoirerna, snarare än genom själv klänningensmodellen, som modet skiftade under denna tid. 
Robe à la française bars som ett alternativ till den mer formella mantuaklänningen och robe de cour, och ersatte den i alla utom de mest formella sammanhangen. Under 1770-talet omvandlades den till en robe à la polonaise, som skilde sig från robe à la française endast genom att kjolen var uppdraperad. På 1780-talet blev modellen slutligen omodern och ersattes av robe à l'anglaise.

## Galleri

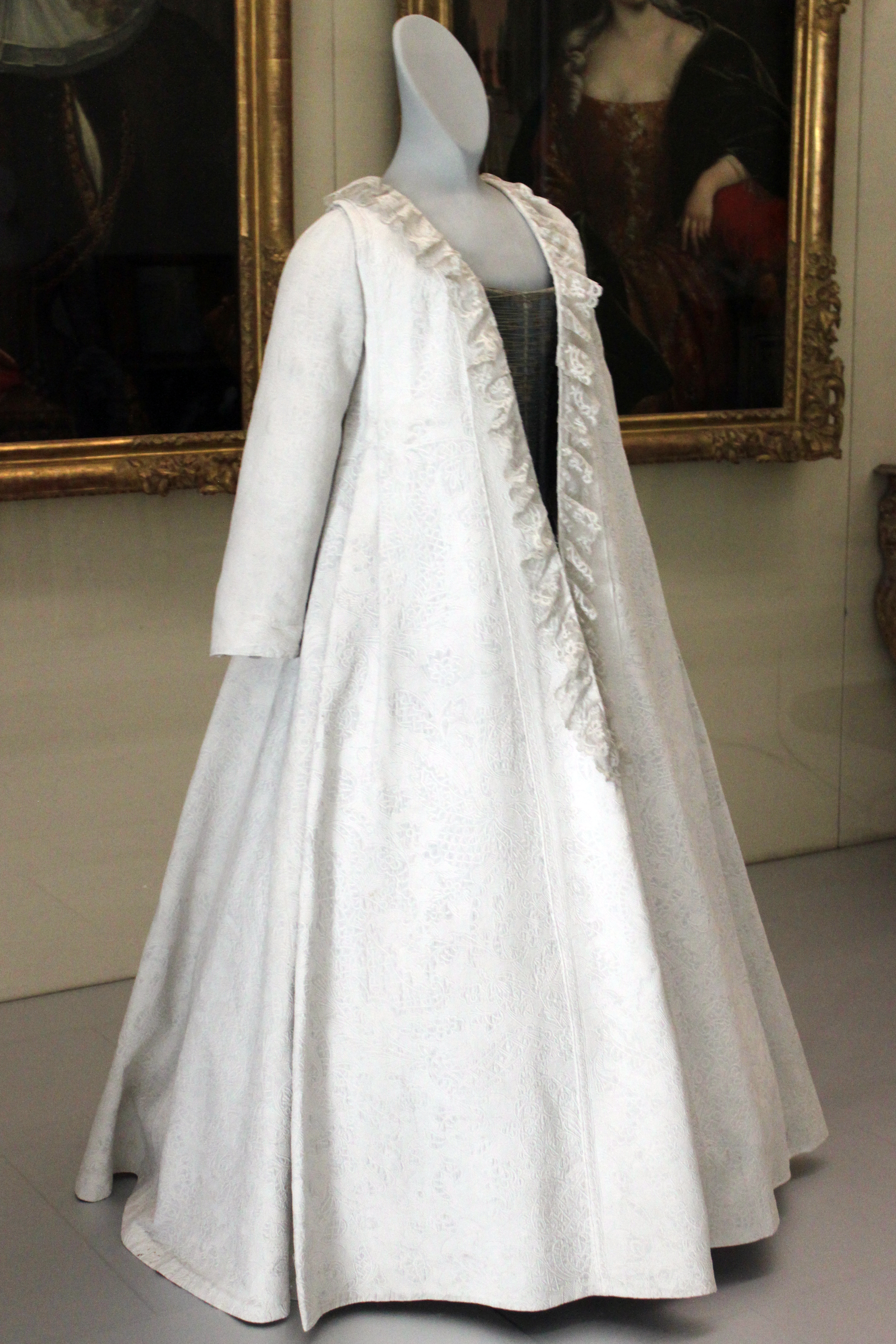
Adrienne. Tidig version. 1700.
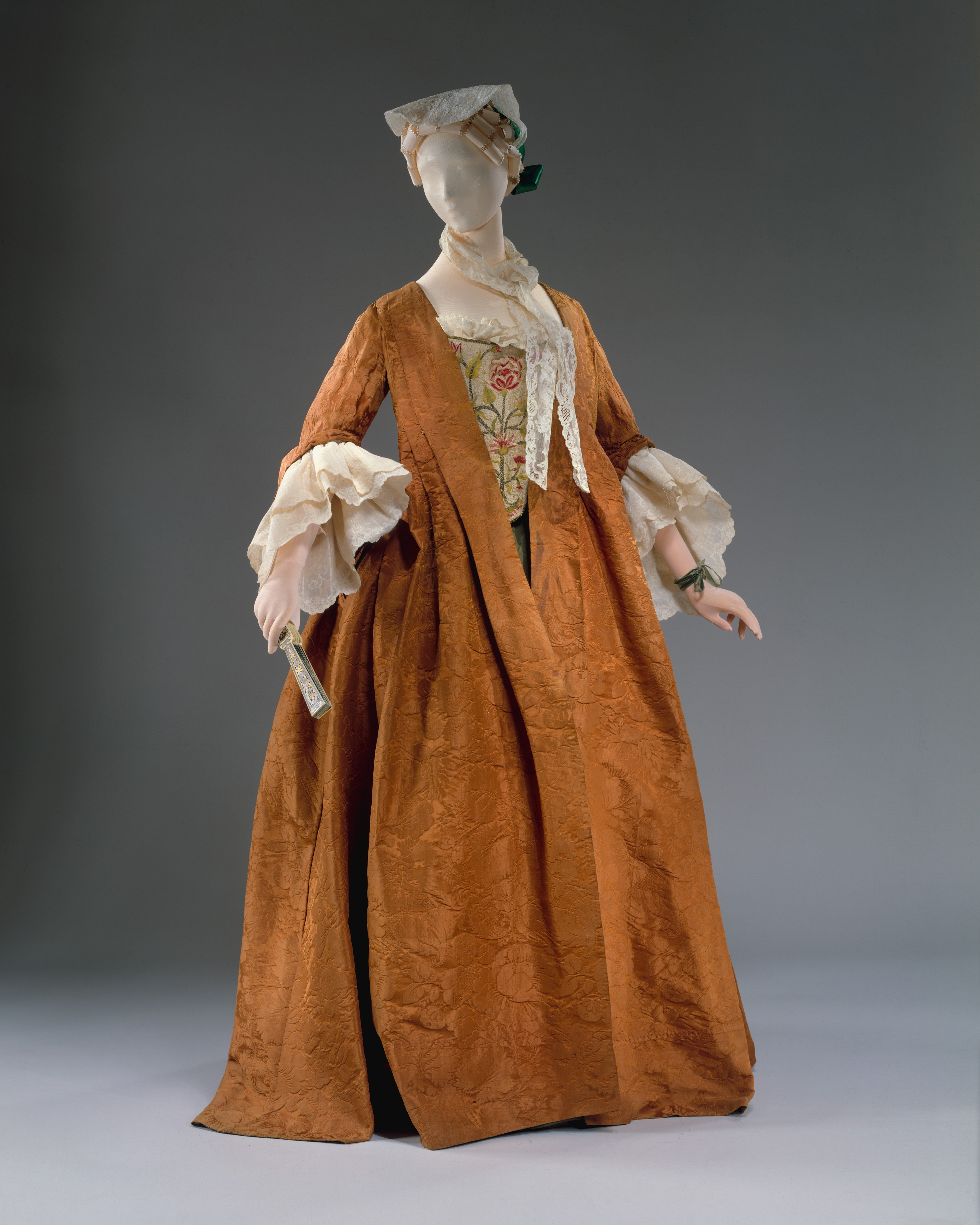
Robe battante. Tidig version: lös runt överkroppen. 1720
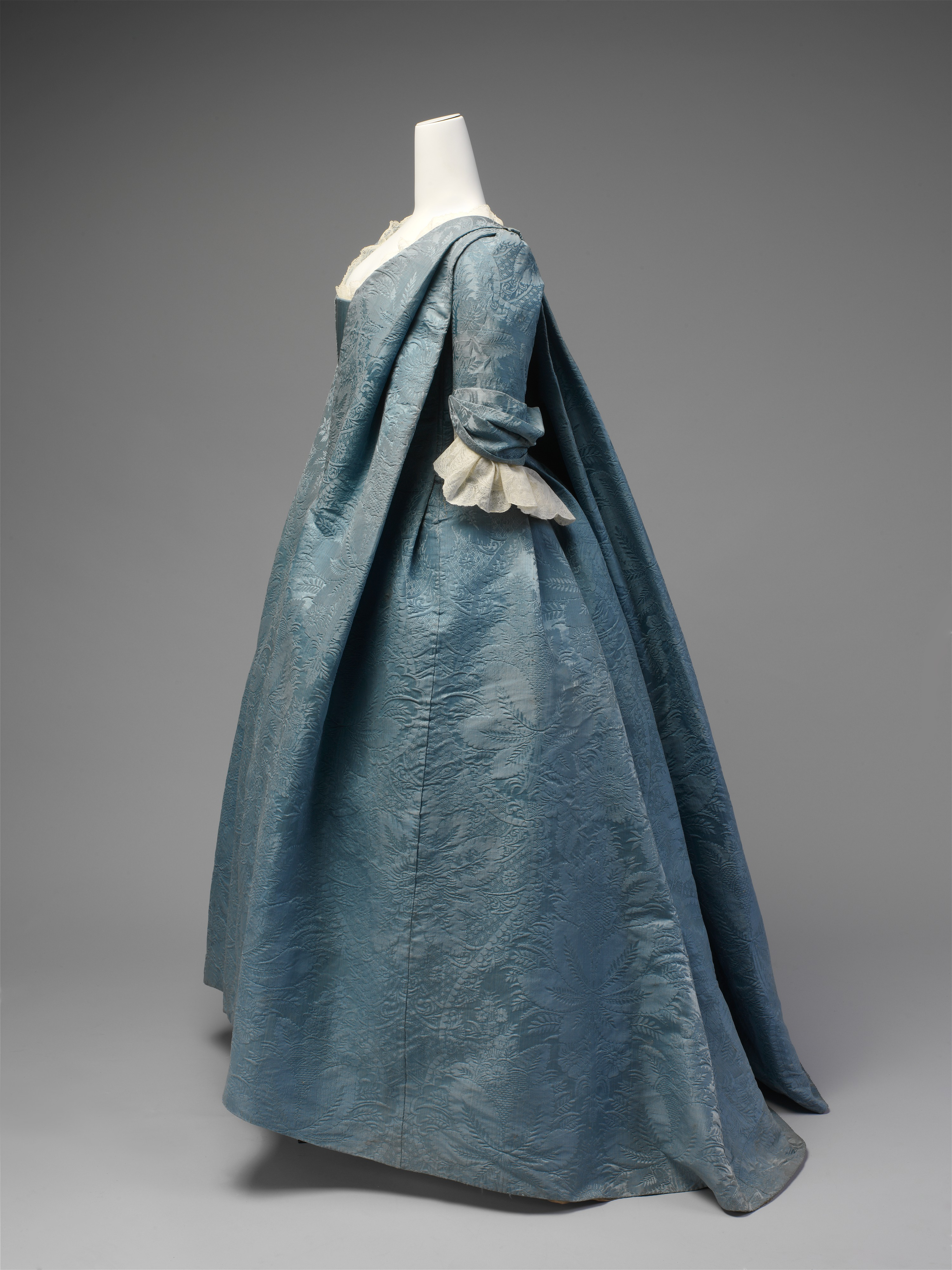
Robe volante. Tidig version: lös runt överkroppen. 1730.
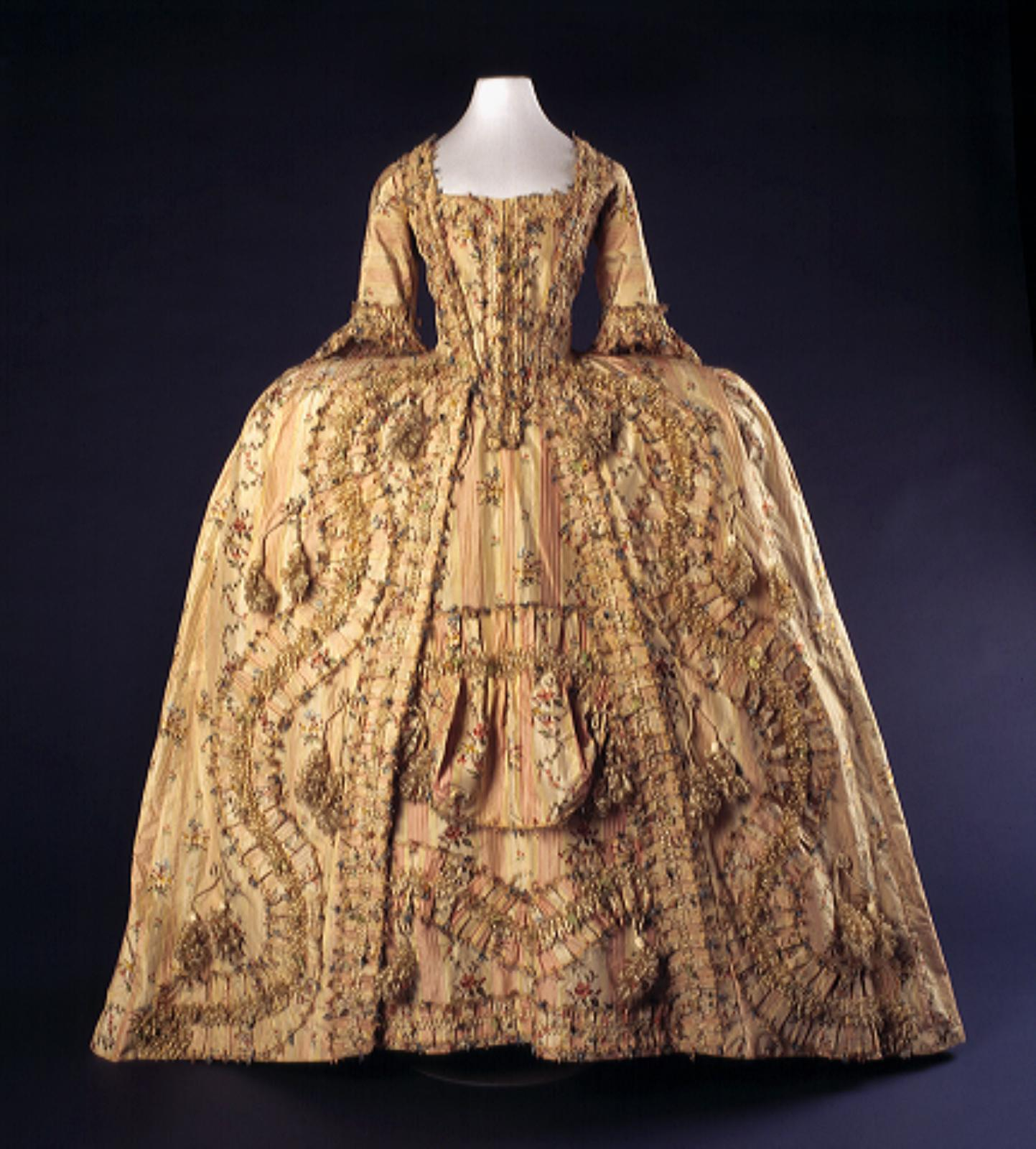
Robe à la francaise. Slutlig version: figurnära liv utom på baksidan, öppen på framsidan. 1740-70.
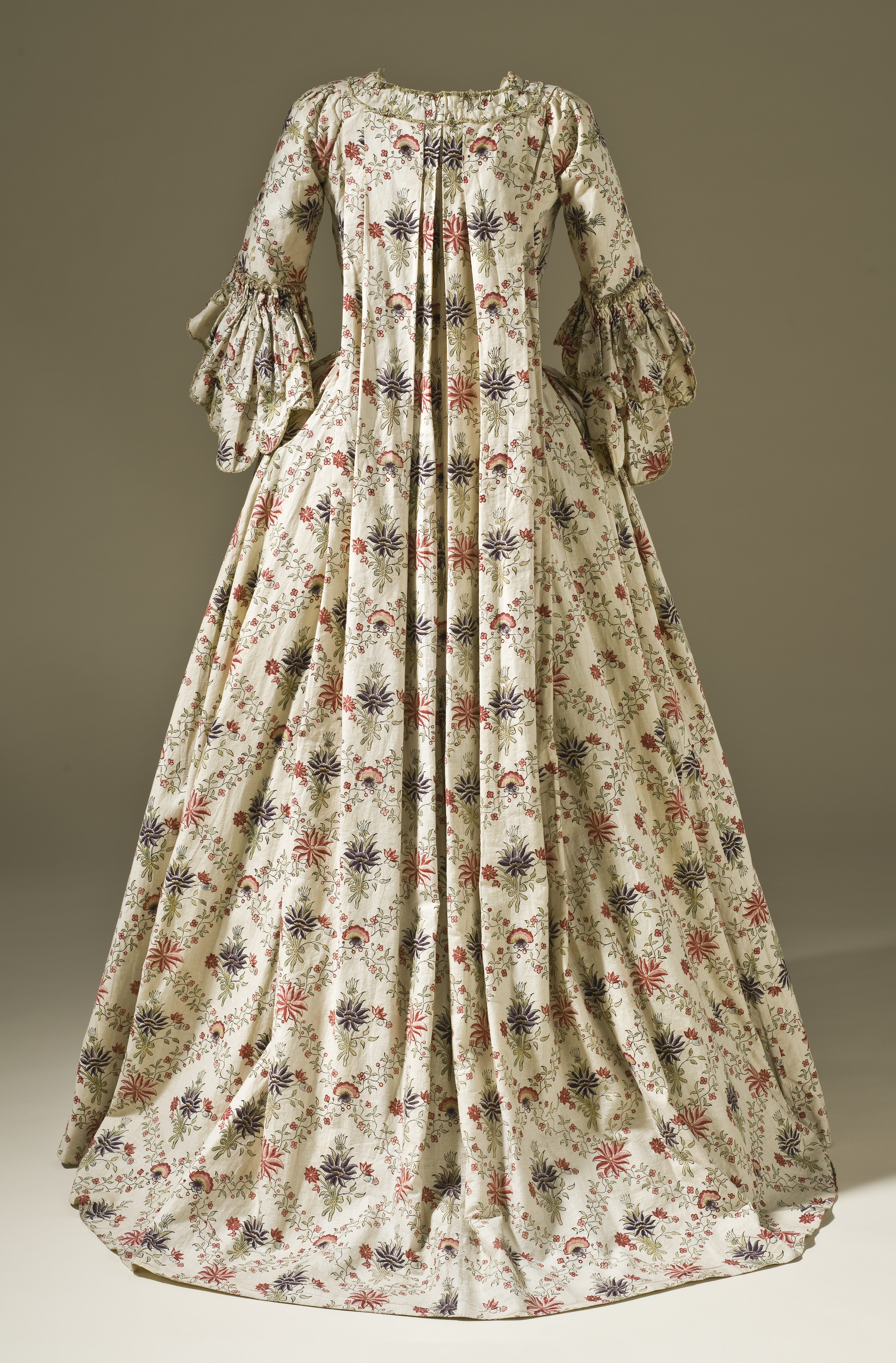
En robe à la française från baksidan, med de typiska watteauvecken på ryggen.
Madame de Pompadour i en aprikosfärgad robe à la française, 1758.
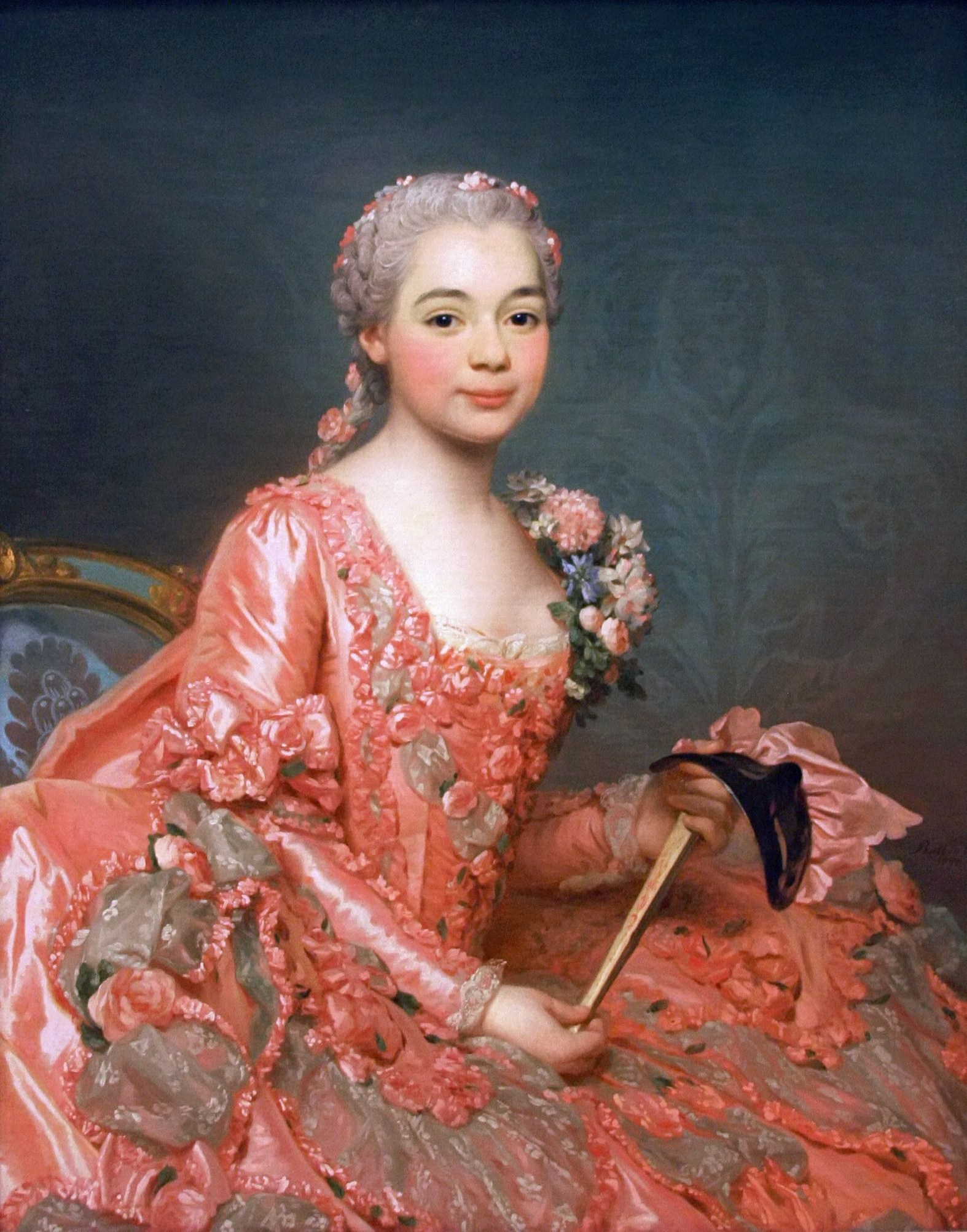
Friherrinnan de Neubourg-Cromière, porträtt av Alexander Roslin 1756.
Klänning i modell robe à la française, 1760-tal. Livrustkammaren.